# Cyclopinodes
Genre
Cyclopinodes est un genre de crustacés copépodes de l'ordre des Cyclopoida et de la famille des Cyclopinidae.

## Liste des espèces
- Cyclopinodes barentsiana
- Cyclopinodes belgicae
- Cyclopinodes dilatata
- Cyclopinodes elegans
- Cyclopinodes intermedia
- Cyclopinodes longifurcata
- Cyclopinodes pusilla